# Platystethus nodifrons
Platystethus nodifrons är en skalbaggsart som beskrevs av Mannerheim 1830. Platystethus nodifrons ingår i släktet Platystethus, och familjen kortvingar. Arten är reproducerande i Sverige.